# Levada do Risco

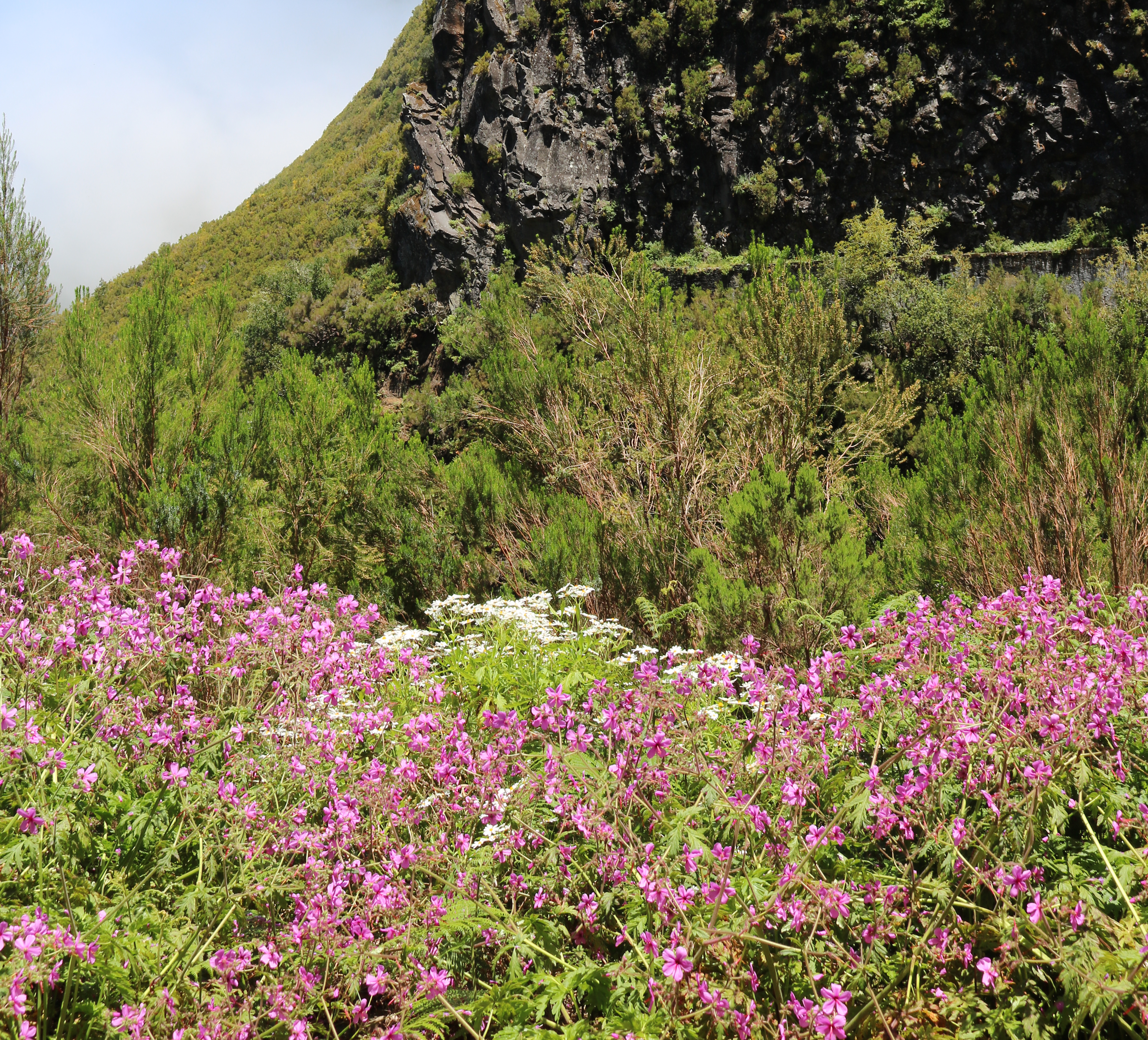
Endemische Storchschnabelgewächse

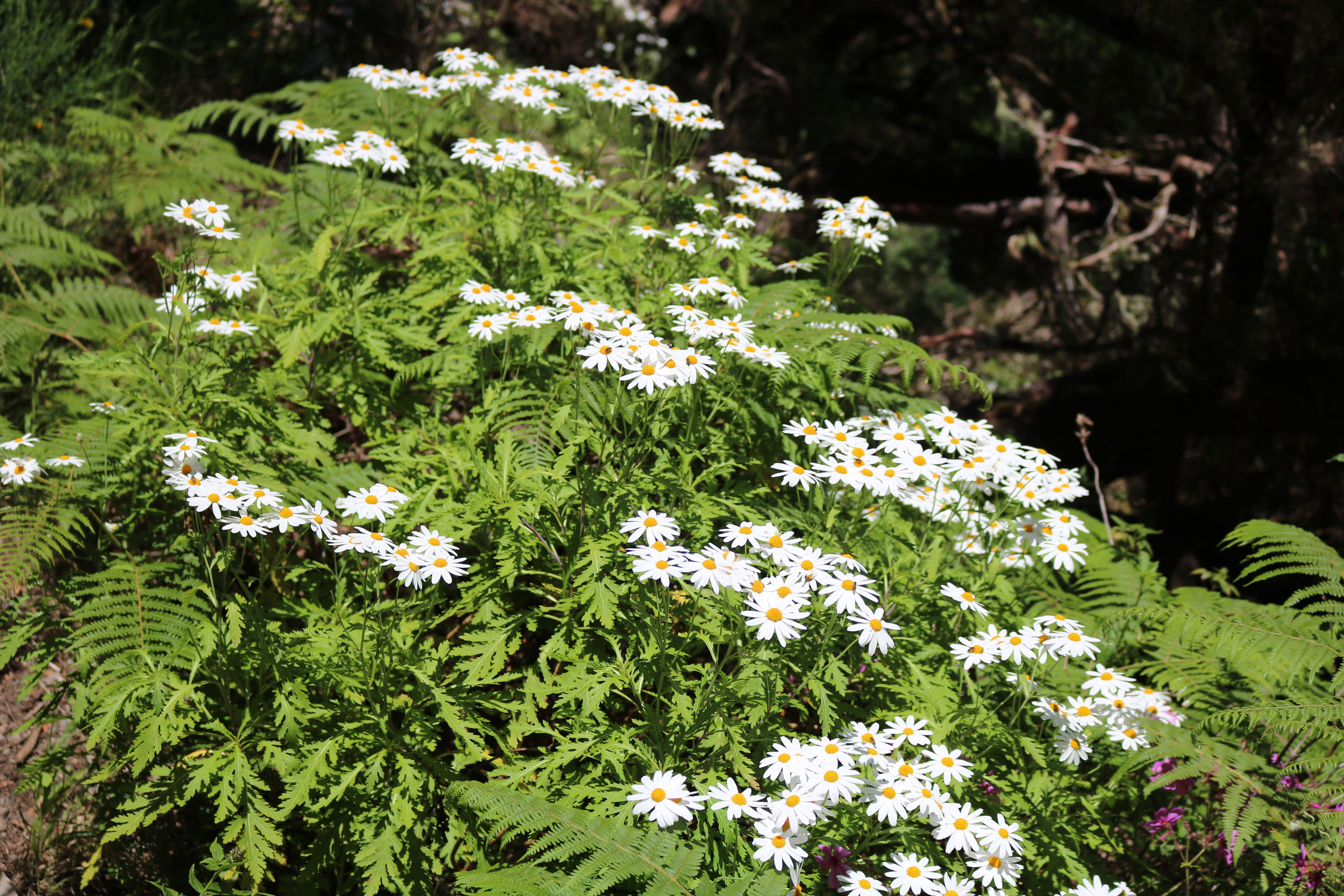
Wucherblumen

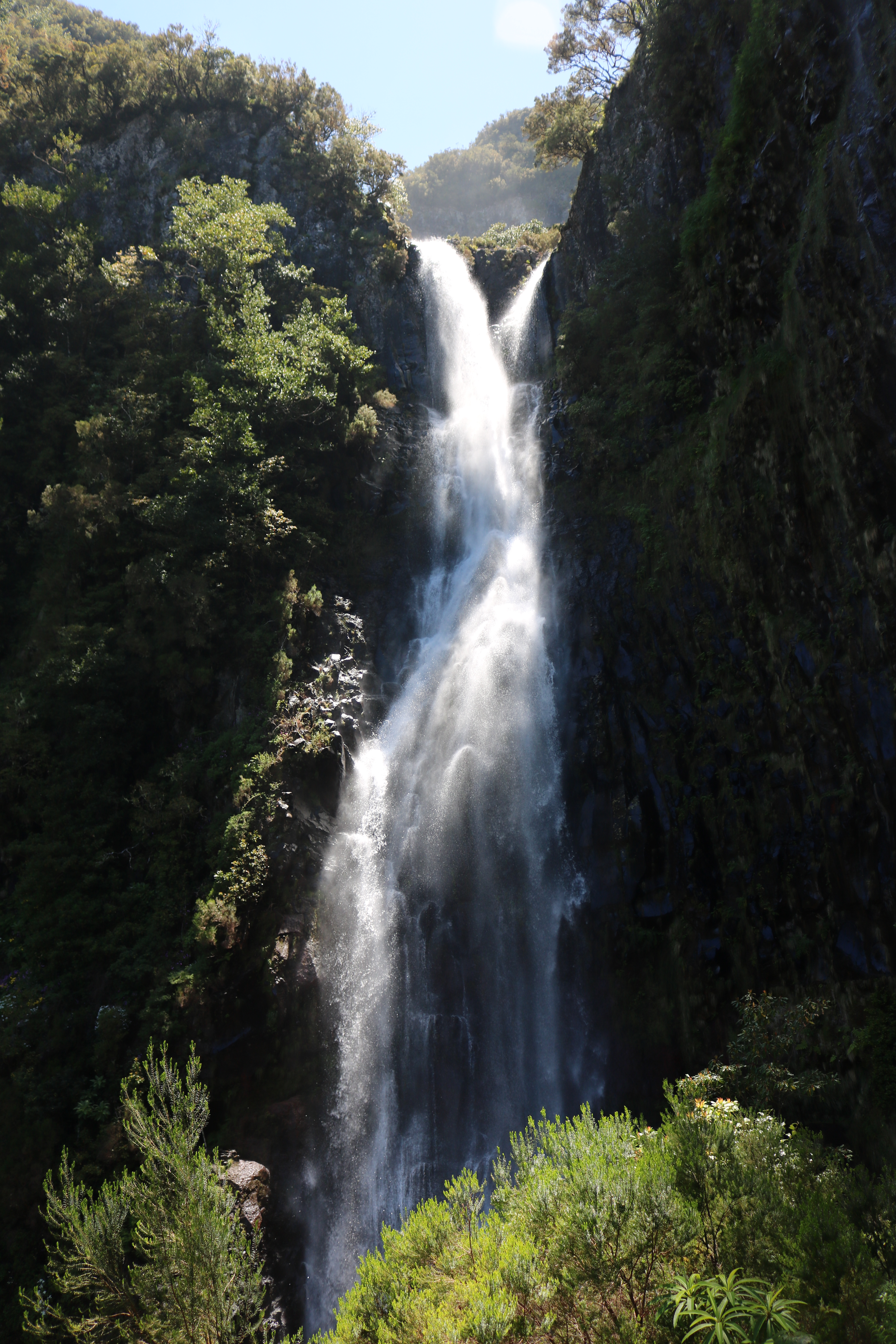
Cascata do Risco

Die Levada do Risco (portugiesisch für Riskante Levada) ist ein Bewässerungskanal auf der portugiesischen Atlantikinsel Madeira im Quellgebiet von Rabaçal, etwa 5 km westlich von Campo Grande im Hochland Paul da Serra. Als Wanderweg ausgeschildert zählt der Weg zu den beliebtesten Kurzwanderungen der Insel, Wanderziel ist einer der höchsten Wasserfälle der Insel.

## Wirtschaftliche und touristische Bedeutung
Die Levada do Risco gehört zusammen mit der Levada das 25 Fontes, der Levada do Alecrim und der Levada da Rocha Vermelha zu einem ausgeklügelten System von künstlich angelegten Wasserwegen, das den Wasserreichtum der Region Rabaçal zur Stromerzeugung und zur Bewässerung der landwirtschaftlichen Felder an der Südküste nutzbar macht. Die Wartungswege neben den nicht mehr als meterbreiten Kanälen verlaufen durch einen ursprünglichen Lorbeerwald und ziehen Besucher aus ganz Europa an. Wegen der einzigartigen Artenvielfalt wurde Madeiras Lorbeerwald am 2. Dezember 1999 zum UNESCO-Weltnaturerbe erklärt.

## Zugang
Ausgangspunkt ist der Parkplatz an der Regionalstraße ER 105, die das Hochland von Rabaçal mit dem Paul da Serra im Osten und Porto Moniz im äußersten Nordwesten der Insel verbindet. Vom Parkplatz aus erreicht man auf einer für den Privatkehr gesperrten Asphaltstraße mit einem öffentlichen Shuttlebus oder in einer halben Gehstunde das ehemalige Forsthaus Casa do Rabaçal (heute eine Cafeteria). Am Wendeplatz vor dem Forsthaus beginnt ein als PR 6.1 ausgeschilderter Wanderweg. Nach kurzem Abstieg wird der Levada auf breitem Weg gleichbleibend auf 1040 m gefolgt.

## Sehenswürdigkeiten
Die Levada führt durch immergrünen Lorbeerwald aus verschiedenen Lorbeerbaumarten und Baumheide (Erika arborea). Im Unterwuchs steht u. a. die Madeira-Heidelbeere (Vaccinium padifolium), auf der Böschung der Levada blühen u. a. Wucherblumen und Storchschnabelgewächse. In der Region ist die endemische Silberhalstaube (Columba trocaz) zuhause. Entdecken wird man den scheuen Waldvogel allerdings nur selten, dafür sieht man oft den sehr zutraulichen Madeira-Buchfink (Fringilla maderensis).
Von dem Aussichtspunkt am Ende des begehbaren Weges ergibt sich eine spektakuläre Aussicht auf die Cascata do Risco (portugiesisch für Riskanter Wasserfall). Der Wasserfall stürzt von einer Hochebene etwa 100 m ab, aufschäumende Gischt reicht je nach Windstärke bis zum Aussichtspunkt. Ursprünglich war es möglich der in einer Galerie hinter dem Wasserfall entlang führenden Levada noch ein Stück weiter zu folgen, doch der Weiterweg ist schon seit Jahren nicht mehr gestattet und mit einem Tor versperrt.
Die Wanderung zur Cascata do Risco kann auf der Levada das 25 Fontes um einen Abstecher zum Lagoa das 25 Fontes erweitert werden, einem etwas tiefer gelegenen viel besuchten Quellkessel.